# Administrativní dělení Ekvádoru

ekvádorské provincie (jmenovitě)

ekvádorské provincie (číslovaně)

Provincie Ekvádoru jsou územně-správní jednotky, které představují nejvyšší dělení státu. V roce 2013 existovalo celkem 24 provincií. Podle ústavy z roku 2008 se mohou provincie seskupovat do tzv. autonomních regionů. Provincie se dělí na 221 kantonů a ty dále na tzv. farnosti (obdoba obcí ve většině států světa). 

## Přehled provincií
| č. | Provincie                      | Hlavní město                   | Rozloha (km²) | Obyvatelstvo (rok 2022) | Hustota zalidnění (obyv./km²) |
| -- | ------------------------------ | ------------------------------ | ------------- | ----------------------- | ----------------------------- |
| 1  | Azuay                          | Cuenca                         | 8 310         | 801 609                 | 96                            |
| 2  | Bolívar                        | Guaranda                       | 3 945         | 199 078                 | 50                            |
| 3  | Cañar                          | Azogues                        | 3 146         | 227 578                 | 70                            |
| 4  | Carchi                         | Tulcán                         | 3 780         | 172 828                 | 46                            |
| 5  | Chimborazo                     | Riobamba                       | 6 500         | 471 933                 | 73                            |
| 6  | Cotopaxi                       | Latacunga                      | 6 108         | 470 210                 | 77                            |
| 7  | El Oro                         | Machala                        | 5 767         | 714 592                 | 124                           |
| 8  | Esmeraldas                     | Esmeraldas                     | 16 132        | 553 900                 | 35                            |
| 9  | Galapagos                      | Puerto Baquerizo Moreno        | 8 010         | 28 583                  | 4                             |
| 10 | Guayas                         | Guayaquil                      | 15 430        | 4 391 923               | 283                           |
| 11 | Imbabura                       | Ibarra                         | 4 588         | 469 879                 | 100                           |
| 12 | Loja                           | Loja                           | 11 063        | 485 421                 | 44                            |
| 13 | Los Ríos                       | Babahoyo                       | 7 205         | 898 652                 | 125                           |
| 14 | Manabí                         | Portoviejo                     | 18 940        | 1 592 840               | 82                            |
| 15 | Morona Santiago                | Macas                          | 24 059        | 192 508                 | 6                             |
| 16 | Napo                           | Tena                           | 12 543        | 131 672                 | 8                             |
| 17 | Orellana                       | Puerto Francisco de Orellana   | 21 692        | 182 166                 | 8                             |
| 18 | Pastaza                        | Puyo                           | 29 641        | 111 915                 | 4                             |
| 19 | Pinchincha                     | Quito                          | 9 536         | 3 089 473               | 324                           |
| 20 | Santa Elena                    | Santa Elena                    | 3 690         | 385 735                 | 11}                           |
| 21 | Santo Domingo de los Tsáchilas | Santo Domingo de los Colorados | 3 447         | 492 969                 | 131                           |
| 22 | Sucumbíos                      | Nueva Loja                     | 18 084        | 199 014                 | 11                            |
| 23 | Tungurahua                     | Ambato                         | 3 386         | 563 532                 | 166                           |
| 24 | Zamora Chinchipe               | Zamora                         | 10 584        | 110 973                 | 10                            |
|    | CELKEM                         |                                | 255 587       | 16 938 986              | 66                            |